# Herta Wiedermann
Herta Wiedermann (ur. w 1923) – austriacka lekkoatletka, dyskobolka.
11 maja 1947 w Wiedniu ustanowiła rekord Austrii w rzucie dyskiem wynikiem 39,89 (poprawiony 13 dni później przez Friedę Tiltsch).